# Marcel Deprez
Marcel Deprez [ejtsd: döpré] (Aillant-sur-Milleron, 1843. december 19. – Vincennes, 1918. október 13.) francia mérnök.

## Életútja
A felsőbb bányász-iskolában tanult és különösen mechanikával és a villamosság alkalmazásának módjaival foglalkozott. Később Combes-nak, a bányászati iskola igazgatójának titkára lett. A villamosságot mint mozgató erőt akarta felhasználni és több vontatókészüléket talált fel. A villamosságnak ilyetén felhasználását a vasutaknál is alkalmazásba akarta vétetni és e célból több idevágó kísérletet tett. E nemű törekvéseiben a Rothschild-ház segélyezte anyagilag. 1886-ban a Természettudományi Akadémia tagjává választották, 1890-ben a Conservatoire des arts et métiers nevet viselő iskolában az alkalmazott villamosságtan tanára lett.